# Флуидна и кристализована интелигенција
Флуидна и кристализована интелигенција (односно скраћено Гф и Гц) су фактори опште интелигенције, које је првобитно идентификовао, у психологији, Рејмонд Кател. Појмови флуидна и кристализована интелигенција је даље развијао Кател-ов студент Јохн Л. Хорн.
Флуидна интелигенција или флуидно расуђивање је способност да се разумеју и решавају нови проблеми, независно од било каквог знања из прошлости. То је способност да се анализирају нови проблеми, идентификују обрасци и односи који подупиру ове проблеме и екстраполацију ових логичких метода. То је неопходно за све логично решавање проблема. Разматрање флуида укључује индукцију и дедукцију.
Кристализована интелигенција је способност да се користе вештине, знање и искуство. Не изједначава се са меморијом, али се ослања на приступ информацијама из дугорочне меморије. Кристализована интелигенција је нечији животни век интелектуалног достигнућа, што је доказано у великој мери кроз речник и опште знање. Ово се донекле побољшава са годинама, јер искуства имају тенденцију да прошире своје знање. Кристализована интелигенција је назначена дубином и ширином општег знања, вокабулара и способности да се разумом користе речи и бројеви. То је производ образовног и културног искуства у интеракцији са флуидном интелигенцијом.
Верује се да су кристализована и флуидна интелигенција одвојени неуронски и ментални системи. Флуидна и кристализована интелигенција су тако међусобно повезани, а већина тестова интелигенције покушава да измери обе варијанте. На пример, Вешлер-ова скала за интелигенцију одраслих мери флуидну интелигенцију на перформанси и кристализује интелигенцију на вербалној скали. Укупан резултат интелигенције се заснива на комбинацији ове две скале.

## Историја
Флуидну и кристализовану интелигенцију првобитно је идентификовао Рејмонд Кател. Концепти флуидне и кристализоване интелигенције је даље развијао Кателов студент, Јохн Л. Хорн. Од Кателових и Хорнових издања, појмови флуидне и кристализоване интелигенције постали су толико уроњени у пољу интелигенције да се они више не приписују Кателу или Хорну - као што је Кателова факторска анализа постала укорењена у пракси Фројдовог концепта. Подсвест је укорењена у психологију и перцепцију ума.

## Теоријски развој
Флуидна и кристализована интелигенција су дискретни фактори опште интелигенције, или г. Иако је Кател формално признао, ту разлику је наговестио Чарлс Сперман који је првобитно развио теорију г и направио слично запажање у погледу разлике између едукативне и репродуктивне менталне способност.
Према Кател-у, „очигледно је да једна од ових моћи има „флуидни" квалитет да се може управљати са скоро било којим проблемом. Насупрот томе, друга се улаже у одређене области кристализованих вештина које се могу појединачно узнемирити без утицаја на друге."  Према томе, његова тврдња је била да је сваки тип, или фактор, независан од другог, иако су многи аутори приметили очигледну међузависност.

### Флуидна против кристализоване
Флуидна интелигенција укључује способности као што су препознавање узорака, апстрактно размишљање и решавање проблема. Докази су у складу са ставом да је Гф више погођена повредом мозга.
На неким мерама код особа са поремећајима из аутистичног спектра, укључујући Аспергеров синдром, пронађене су слабије особине на неким задацима за мерење флуидне интелигенције и побољшани учинак на друге.
Кристализована интелигенција је можда подложнија променама јер се ослања на специфична, стечена знања. Када уче нове чињенице, нечији фонд знања се проширује. Тестови за вокабулар и вербална подскала ВАИС сматрају се добрим мерама Гц. Кристализована интелигенција се односи на проучавање старења. Белски тврди да се то смањује с годинама. У животу, знање које се не користи може се заборавити. Белски верује да постоји барем један период максималне кристализоване интелигенције након чега заборављање прелази стопу којом се знање стиче.
Није изненађујуће да људи са високим капацитетом Гф имају тенденцију да стекну више знања о Гц и бржим темпом. Процес стицања чињеничног знања се понекад назива „генерални фактор".
Неки истраживачи повезали су теорију флуидне и кристализоване интелигенције са Пијажеовом концепцијом оперативне интелигенције и учења (погледај когнитивни развој). Флуидна способност и Пијажеова оперативна интелигенција односе се и на логичко размишљање и на стварање односа. Кристализована способност и Пијажеов третман свакодневног учења одражавају импресију искуства. Као однос флуидне способности и кристализоване интелигенције, Пијажеова оперативност се сматра претходном и на крају пружа основу за свакодневно учење.

### Структура фактора
Флуидна интелигенција генерално корелира са мерама апстрактног расуђивања и решавања загонетки. Кристализована интелигенција је у корелацији са способностима које зависе од знања и искуства, као што су вокабулар, опште информације и аналогије. Пол Клајн је идентификовао низ фактора који су делили корелацију најмање r = .60 са Гф и Гц. Фактори са средњим оптерећењима већи од 0,6 на Гф укључивали су индукцију, визуализацију, квантитативно расуђивање и идејну флуентност. Фактори са средњим оптерећењима већим од 0,6 на Гц укључују вербалну способност, развој језика, разумевање читања, секвенцијално резоновање и опште информације. Може се предложити да тестови интелигенције можда неће бити у стању да заиста одражавају нивое флуидне интелигенције. Неки аутори су сугерисали да уколико појединац није заиста заинтересован за представљени проблем, неопходни когнитивни рад не може бити изведен због недостатка интереса. Ови аутори тврде да низак број бодова на тестовима који су намењени за мерење флуидне интелигенције може више одражавати недостатак интереса за задатке, него немогућност да се задаци успешно заврше.

## Мерење флуидне интелигенције
Постоје разне мере које процењују флуидну интелигенцију. Кателов културни тест интелигенције, прогресивне матрице (РПМ) и подскала перформанси ВАИС су мере Гф. РПМ  је једна од најчешће коришћених мера флуидних способности. То је невербални тест вишеструког избора. Учесници морају да попуне низ цртежа тако што ће идентификовати релевантне карактеристике на основу просторне организације низа објеката и изабрати један објекат који одговара једној или више идентификованих карактеристика.  Овај задатак процењује способност разматрања једног или више односа између менталних репрезентација или релационог расуђивања. Пропозиционе аналогије и задаци семантичке одлуке се такође користе за процену релационог расуђивања. 
Стандардизовани тестови интелигенције, као што су они који се користе у психолошкој процени, укључују и тестове флуидне интелигенције. У тестовима когнитивних способности,  Гф се процењује помоћу два теста: формација идеја (тест 5) у стандардној батерији и анализи синтеза (тест 15) у проширеној батерији. На задатку формирања концепта, појединац мора применити концепте тако што излаже темељна правила за решавање визуелних загонетки које су све теже. Појединци на предшколском нивоу морају да укажу на облик који се разликује од других у скупу. Како се ниво тежине повећава, појединци све више показују разумевање онога што чини кључну разлику (или правило) за решавање загонетки које укључују један на један, и на касније ставке које идентификују заједничке разлике међу скупом ставки. За теже ставке, појединци треба да разумеју појам и (нпр. решење мора да има неке од овога и неке од тога) и концепт или (нпр. да буде унутар кутије, ставка мора бити или ова или то). За најтеже предмете потребна је флуидна трансформација и когнитивно померање између различитих врста концептуалних слагалица са којима је испитаник претходно радио. 
Задаци формирања концепта процењују способност индуктивног расуђивања. У тесту анализе-синтезе, појединац мора да научи и усмено наведе решења за непотпуне логичке слагалице које опонашају минијатурни математички систем. Тест такође садржи неке од карактеристика које се користе у употреби симболичких формулација у другим областима као што су хемија и логика. Појединцу се предочава скуп логичких правила, кључ који се користи за решавање загонетки. Појединац мора одредити боје које недостају у свакој од загонетки користећи кључ. Комплексни предмети представљају загонетке које захтевају два или више секвенцијалних менталних манипулација кључа да би се добило коначно решење. Све теже ставке укључују мешавину слагалица које захтевају померање течности у дедукцији, логици и закључивању.  Анализа задатака синтезе процењују генерално секвенцијално резоновање.
У Вешслер-овој скали за интелигенцију за децу,  перцептивно разумевање садржи два субтеста који процењују Гф: матрица расуђивања који укључује индукцију и дедукацију, и концепти слика, који укључује индукцију.  У задатку концепција слика, деци је представљен низ слика на два или три реда и питали су их које слике (једна из сваког реда) припадају заједно на основу неких заједничких карактеристика. Овај задатак процењује способност детета да открије основне карактеристике (нпр. правило, концепт, тренд, чланство у класи) које регулишу скуп материјала. Матрица расуђивања такође тестира ову способност, као и способност да се започне са наведеним правилима, просторијама или условима и да се укључи у један или више корака да би се дошло до решења за нови проблем (дедукција). У матрици расуђивања, деци је представљена серија или низ слика са једном сликом која недостаје. Њихов задатак је да изаберу слику која одговара низу од пет опција. Будући да матрица расуђивања и концепти слика укључују употребу визуелних подстицаја и не захтевају изражајни језик, они се сматрају невербалним тестовима Гф. 
Унутар корпоративног окружења, флуидна интелигенција је предиктор способности особе да добро ради у окружењима која карактеришу сложеност, несигурност и двосмисленост. Профил когнитивног процеса (ЦПП) мери флуидну интелигенцију и когнитивне процесе особе.

## Развој и физиологија
Флуидна интелигенција, као што је време реакције, типично достиже врхунац у младом одраслом добу, а затим константно опада. Овај пад може бити повезан са локалном атрофијом мозга у десном малом мозгу.  Други истраживачи су навели да недостатак праксе, заједно са променама у мозгу узрокованим старењем, може допринети паду.  Кристализована интелигенција се обично повећава постепено, остаје релативно стабилна током већине одрасле доби, а затим почиње опадати након 65. године.  Тачна вршна старост когнитивних способности остаје неухватљива, у зависности од мерења вештина као и од дизајна истраживања. Подаци о пресеку показују типично ранији почетак когнитивног пада у поређењу са лонгитудиналним подацима. Први могу бити збуњени због кохортних ефеката, док други могу бити пристрасни због претходних искустава у тестирању. 
Капацитет радне меморије је уско повезан са флуидном интелигенцијом, и предложено је да се узму у обзир индивидуалне разлике у Гф. 

## Побољшање флуидне интелигенције уз обуку радне меморије
Према Давиду Герију, Гф и Гц се могу пратити до два одвојена система мозга. Флуидна интелигенција укључује и префронтални кортекс и друге системе који се односе на пажњу и краткорочно памћење. Чини се да је кристализована интелигенција функција регија мозга које укључују чување и употребу дугорочних сећања, као што је хипокампус. 
Неки истраживачи постављају питање да ли су резултати обуке дуготрајни и преносиви, посебно када ове технике користе здрава деца и одрасли без когнитивних недостатака.  Недавни мета-аналитички преглед који су спровели истраживачи са универзитета у Ослу закључили су да програми обуке за памћење показују краткотрајне, специфичне ефекте обуке који не генерализују. 
У студији која је користила четири појединачна експеримента, 70 учесника (36 од њих женског пола, сви са средњом старошћу од 25,6 година) регрутовани из заједнице универзитета у Берну, Сузана М. Јеги и њене колеге са универзитета у Мичигену открили су да здраве младе одрасле особе практикује захтеван задатак радне меморије, (задатак који има јаку ваљаност лица, добио је неке критике у погледу његове изградње валидности и налази се у широкој употреби као мера радне меморије) око 25 минута дневно у периоду од 8 до 19 дана имала је статистички значајно повећање у резултатима на матричном тесту интелигенције флуида узетих пре и после тренинга него контролна група која уопште није вршила никакву обуку. 
Даље испитивање ових налаза објављено је 2008. године у зборнику радова Националне академије наука САД. Сумирање налаза у студији као доказ који показује да је флуидна интелигенција способна за обуку до значајног степена.
Пажња се скреће на ограничења ових резултата и на потребу за специфичним испитивањима. Роберт Ј. Стернберг коментарише да је нејасно до које мере се резултати могу генерализовати на друге задатке који се односе на радну меморију и наводи да би било корисно показати да се обука преноси на успех у смисленом понашању које се протеже изван домена психометријског понашања, тестирање. Стернберг тврди да ниво способности учесника теста не мора нужно да испита широк спектар нивоа способности, или да ли је обука трајна током дужег временског периода и не само краткотрајна. 
Друга студија проведена на технолошком универзитету у Хангџоу, Кина, подржава Јеги-јеве резултате независно. Након што су ученици добили 10-дневни режим обуке заснован на теорији двоструке радне меморије, ученици су тестирани на Равеновим стандардним прогресивним матрицама. Утврђено је да су се њихови резултати значајно повећали. 
Накнадне студије не подржавају налазе студија Јегија. Иако су се учинци учесника на задатку обуке побољшали, ове студије нису показале значајан напредак у тестираним менталним способностима, посебно флуидне интелигенције и капацитет радне меморије. 